# On Melancholy Hill
"On Melancholy Hill" là đĩa đơn của ban nhạc hư cấu người Anh Gorillaz từ album phòng thu thứ ba của họ, Plastic Beach. Đĩa đơn được phát hành ngày 26 tháng 7 năm 2010.

## Danh sách ca khúc
Tải kỹ thuật số
1. "On Melancholy Hill" (ấn bản) – 3:53
2. "On Melancholy Hill" (bản remix của The Japanese Popstars) – 7:35
3. "On Melancholy Hill" (bản remix của She Is Danger) – 4:21
4. "Stylo" (Labrinth SNES Remix) (cùng Tinie Tempah) – 4:12
5. "On Melancholy Hill" (video) – 4:26
6. "On Melancholy Hill" (hoạt họa) – 3:30
7. "Welcome to the World of the Plastic Beach" (ấn bản trực tiếp) – 3:36

CD đĩa đơn phát hành
1. "On Melancholy Hill" (radio edit) – 3:30 (2:58 tại Anh)
2. "On Melancholy Hill" (ấn bản album) – 3:53
3. "On Melancholy Hill" (không lời) – 3:53

Remix CD đĩa đơn
1. "On Melancholy Hill" (bản remix của Josh Wink) – 5:04
2. "On Melancholy Hill" (bản dub của Josh Wink) – 7:41
3. "On Melancholy Hill" (bản remix của The Japanese Popstars) – 7:35
4. "On Melancholy Hill" (bản remix của She Is Danger) – 4:21
5. "On Melancholy Hill" (bản remix của We Have Band) – 5:14
6. "On Melancholy Hill" (bản remix của Baby Monster Remix) - 4:01 [5]

## Xếp hạng
| Bảng xếp hạng (2010)     | Vị trí cao nhất |
| ------------------------ | --------------- |
| Australian Singles Chart | 94              |
| Anh Quốc (OCC)           | 78              |
| Anh Quốc Dance (OCC)     | 13              |